# Paolo Martinelli
Paolo Martinelli (n. 26 septembrie 1952, Modena, Italia) este un inginer italian care a condus departamentul de motoare al echipei de Formula 1 Scuderia Ferrari între 1994 și 2006, actualmente lucrând pentru Fiat.